# Telúrio
O telúrio é um elemento químico de símbolo Te, de número atômico 52 (52 prótons e 52 elétrons) e com massa atómica 127,6 u. É um semi-metal pertencente ao grupo 16 (VIA) da classificação periódica dos elementos. À temperatura ambiente, o telúrio encontra-se no estado sólido. Foi descoberto, no ano de 1782 ou 1783, num minério denominado calaverita por Franz Joseph Müller von Reichenstein, e isolado em 1798 por Martin Heinrich Klaproth. É usado principalmente em ligas metálicas e como semicondutor.

## Características principais
O telúrio é um elemento relativamente raro, pertence a mesma família química do oxigênio, enxofre, selênio, e polônio, todos denominados calcogênios.
Quando cristalino, o telúrio é branco-prateado, e quando na forma pura apresenta um brilho metálico. É um semimetal (metalóide), frágil e facilmente pulverizável. O telúrio amorfo pode ser obtido por precipitação de uma solução de ácido teluroso ou ácido telúrico (ou algum sal desses ácidos tratado com algum ácido forte como o HCl) na presença de um agente redutor adequado, como o dióxido de enxofre. Entretanto, existem algumas controvérsias quanto ao fato deste telúrio ser realmente amorfo ou constituído de minúsculos cristais. O telúrio é um semicondutor do tipo que demonstra condutividade maior em determinadas direções, dependendo do alinhamento atômico.
Relacionado quimicamente ao selênio ou ao enxofre, a condutividade do telúrio aumenta ligeiramente quando exposto a luz. Pode ser dopado com cobre, ouro, prata, estanho ou outros metais. O telúrio, quando queimado em presença do ar, produz uma chama azul esverdeada, e forma o dióxido de telúrio (TeO2) como produto. Quando fundido, o telúrio tem a capacidade de corroer o cobre, o ferro e o aço inoxidável.

## Aplicações
A maior parte do telúrio é usado em ligas com outros metais. É adicionado ao chumbo para aumentar a sua resistência mecânica, durabilidade e diminuir a ação corrosiva do ácido sulfúrico. Quando adicionado ao aço inoxidável e cobre torna estes materiais mais facilmente usináveis. Outros usos:
- Em ferro fundido (ferro de molde) para o controle a frio;
- Usado em cerâmicas;[11]
- Adicionado à borracha para aumentar a sua resistência ao calor e ao envelhecimento, especialmente em pneus;[12] (TDEC)
- Usado como pigmento azul para colorir o vidro;[13]
- O telúrio coloidal tem ação fungicida, inseticida e germicida;[14]
- O telureto de bismuto apresenta uso em dispositivos termoelétricos;
- O telúrio é utilizado na camada refletora de CDs RW, sob a forma de uma liga com a prata, o estanho e o índio (AgSnInTe);[15][16]
- O telúrio é um constituinte importante de catalisadores de óxidos mistos de alto desempenho para a oxidação seletiva de propano em ácido acrílico.[17][18] A composição elementar de superfície muda dinamicamente e reversivelmente com as condições de reacção. Na presença de vapor a superfície do catalisador é enriquecida em telúrio e vanádio que se traduz no aumento da produção de ácido acrílico.[19][20]

O telúrio também é usado em espoletas de explosivos e apresenta potenciais aplicações em painéis solares como telureto de cádmio. Apesar do aumento de algumas eficiências para a geração de energia elétrica a partir da energia solar tenha sido obtida com a utilização deste material, a sua aplicação não produziu um aumento significativo na demanda.

## História
O telúrio (do latim tellus que significa “terra”) foi descoberto em 1782 ou 1783 por Franz Joseph Müller von Reichenstein, na Romênia, a partir de um minério de ouro denominado calaverita (AuTe2) proveniente de uma mina da Transilvânia. Em 1798 foi isolado e nomeado por Martin Heinrich Klaproth.
A partir de 1960 ocorreu um aumento do uso do telúrio na fabricação de dispositivos termoelétricos utilizados em refrigeração e para melhorar as qualidades do aço.

## Ocorrência

Produção de telúrio por país em 2006.

O telúrio às vezes é encontrado nativo, porém é encontrado frequentemente na forma de telureto de ouro (calaverita) ou, em pequena quantidade, combinado com outros metais constituindo os minérios altaita, coloradoita, ricardita, pedzita, silvanita e tetradimita. A principal fonte comercial de telúrio é da lama anódica obtida a partir da refinação eletrolítica do cobre. Os maiores produtores mundiais deste elemento são os Estados Unidos (Montana, Utah e Arizona), Canadá, Japão e Peru.

## Compostos
O telúrio pertence a mesma série química do enxofre e do selênio, portanto produz compostos similares a estes elementos. Um composto de telúrio com metal, hidrogênio ou íons similares é denominado telureto. Os teluretos de ouro ou prata são considerados os melhores minérios deste elemento.
O elemento telúrio forma compostos nos estados de oxidação -2, +2, +4 e +6, com o estado +4 sendo o mais comum.

### Teluretos
O telúrio reage com muitos metais formando compostos chamados teluretos. Essas substâncias podem ser compostos intermetálicos com propriedades semelhantes a ligas ou, no caso de serem metais muito eletropositivos, apresentarem características de compostos salinos, com o telúrio como um ânion mais evidente. Nesses compostos, o Te está presente no estado de oxidação -2. Alguns compostos do tipo incluem o telureto de sódio (Na
2Te
), telureto de zinco (ZnTe), telureto de prata (Ag
2Te
), telureto de cádmio (CdTe), telureto de bismuto (Bi
2Te
3
), ditelureto de ouro (conhecido como o mineral calaverita, AuTe
2
) e telureto de alumínio (Al
2Te
3
), além do gás pouco estável telureto de hidrogênio (H
2Te
), que, ao se dissolver em água, gera o ácido telurídrico.
Alguns desses compostos são muito úteis na indústria e especialmente no ramo da tecnologia, com CdTe sendo um composto muito empregado em algumas células de energia solar e Bi
2Te
3
 um composto intermetálico muito utilizado em dispositivos termoelétricos.
O telúrio também pode formar ânions politeluretos, Ten2- (com n sendo tipicamente 2 a 5). Um exemplo ocorre quando o Te elementar reage com uma solução concentrada de NaOH, gerando uma mistura de telurito de sódio e uma mistura de politeluretos de cor roxa profunda. Um exemplo:
8Te + 6NaOH  →  Na
2Te
2 + Na
2Te
5 + Na
2TeO
3 + 3H
2O
)

### Óxidos

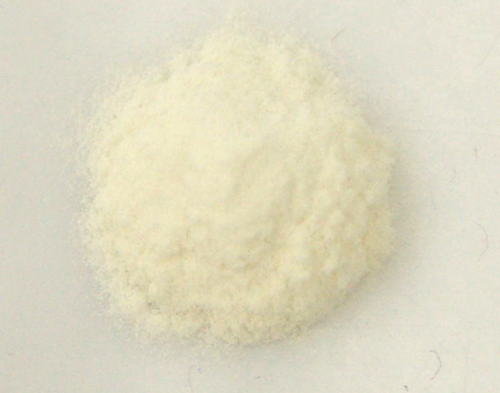
Dióxido de telúrio.

O monóxido de telúrio, TeO, é conhecido como uma molécula diatômica transitória no estado gasoso, mas não há evidências de que exista como um composto verdadeiro no estado sólido, e alegações de sua obtenção não foram devidamente comprovadas.
O dióxido de telúrio, TeO
2
, é o principal composto do elemento, utilizado como ponto de partida para obter o telúrio elementar e outros compostos do elemento. Ele é formado pelo aquecimento do telúrio no ar, onde queima com uma chama verde-azulada.
TeO
2
 é um óxido anfótero. Ele pode se dissolver tanto em bases para formar sais de telurito quanto em ácidos para formar sais contendo espécies catiônicas de telúrio +4. Em solução aquosa ácida com pH abaixo de 3, o telúrio +4 está presente na forma de hidroxicátions como o complexo [Te(OH)
3]+
, uma vez que o íon livre Te4+
 não existe em solução aquosa.
TeO
2 + H
2O + H
2SO
4  →  [Te(OH)
3]+HSO–
4

O trióxido de telúrio, TeO
3
, contendo o telúrio no estado de oxidação +6, é um sólido amarelo-alaranjado obtido pela decomposição térmica do ácido ortotelúrico, H
6TeO
6
, a mais de 300°C. É um óxido ácido (embora não reaja diretamente com a água) e um agente oxidante poderoso quando aquecido.. Reage com bases para formar sais dos ânions telurato. 
O telúrio também apresenta óxidos de valência mista, tais como Te
2O
5 e Te
4O
9
, nos quais o elemento está presente em ambos os estados +4 e +6.

### Ácidos
Quando muitos sais de telureto, tais como o telureto de sódio (Na
2Te
), telureto de zinco (ZnTe
) e telureto de alumínio (Al
2Te
3
), quando são tratados com um ácido forte e não oxidante (como o ácido clorídrico, HCl), ocorre a formação de um composto de telúrio e hidrogênio, o telureto de hidrogênio, H
2Te
, um gás instável e tóxico com um odor forte extremamente desagradável que lembra alho podre. 
ZnTe + 2HCl  →  ZnCl
2 + H
2Te

Este gás dissolve-se em água para dar uma solução ácida chamada ácido telurídrico. Este ácido, um forte agente redutor e termicamente instável (decompondo-se em seus elementos), tem uma força ácida comparável à do ácido fosfórico. H
2Te
, em água, é parcialmente dissociado:
H
2Te
(aq) {\displaystyle \rightleftharpoons } H+
(aq) + HTe–
(aq)
O dióxido de telúrio hidratado dissolve-se ligeiramente em água para dar uma solução de ácido teluroso, (H
2TeO
3
), um ácido fraco pouco estável e não muito bem caracterizado como composto puro. Em solução, ele existe em equilíbrio com as espécies dissociadas:
H
2TeO
3
(aq) {\displaystyle \rightleftharpoons } H+
(aq) + HTeO–
3
(aq)
A reação do ácido teluroso ou dióxido de telúrio hidratado com bases gera sais chamados teluritos.

H
2TeO
3 + 2NaOH  →  Na
2TeO
3 + 2H
2O

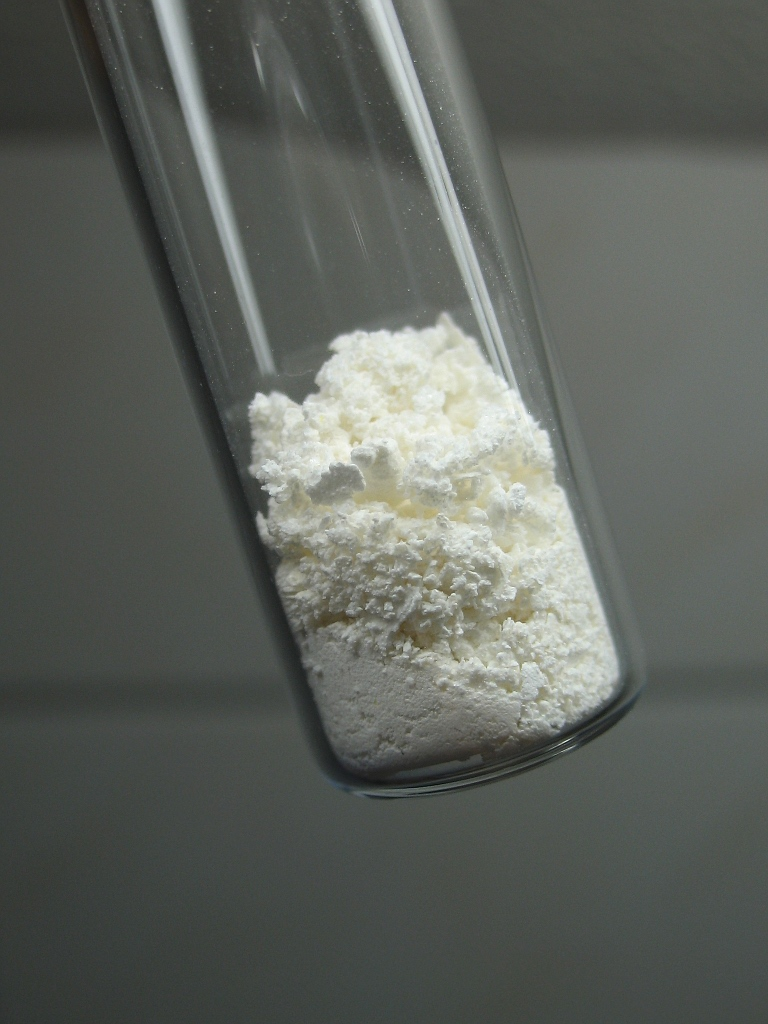
Telurito de sódio, Na_{2}TeO_{3}.

A oxidação do dióxido de telúrio ou ácido teluroso com um oxidante tal como ácido nítrico concentrado ou peróxido de hidrogênio em meio aquoso, bem como a reação do trióxido de telúrio com água, geram como produto os ácidos telúricos: ácido ortotelúrico (H
6TeO
6
) e ácido metatelúrico polimérico ((H
2TeO
4
)
n). As duas formas de ácido telúrico formam sais de telurato contendo respectivamente os ânions TeO2–
4
e TeO6–
6
.

### Haletos
O telúrio também reage com os halogênios para formar diversos haletos covalentes. Ele forma facilmente tetra-haletos no seu estado de oxidação mais comum, o +4. Esses compostos incluem o tetracloreto de telúrio TeCl
4
, o tetrabrometo de telúrio TeBr
4
 e o tetraiodeto de telúrio TeI
4
. Eles podem ser obtidos a partir da reação direta entre o telúrio e o halogênio elementares:
Te + 2X
2  →  TeX
4

Muitos complexos de telúrio +4 com halogênios também são conhecidos, tais como [TeCl
5]–, [TeCl
6]2– e [TeI
6]2–
, esse último com uma característica cor vermelha-acastanhada escura, servindo como um teste analítico para a detecção de telúrio IV em solução ácida.

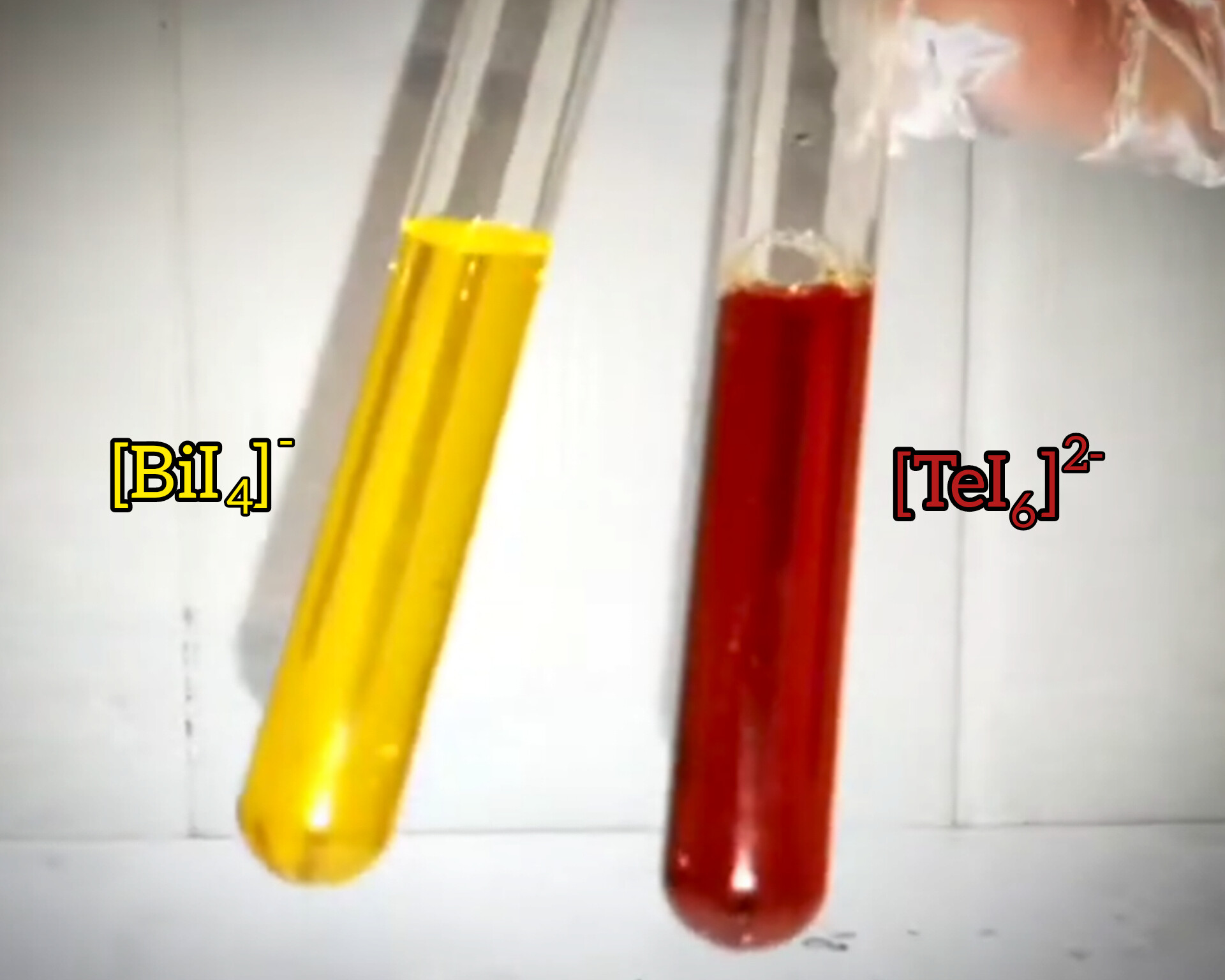
Soluções dos complexos de iodeto com bismuto +3 (amarelo, à esquerda) e telúrio +4 (vermelho-castanho profundo, à direita).

O telúrio no estado de oxidação +2 também forma alguns di-haletos instáveis, tais como TeCl
2, TeBr
2 e TeI
2
. Esses compostos surgem na fase de vapor pela decomposição térmica dos tetra-haletos, mas rapidamente desproporcionam para Te elementar e tetra-haleto ao serem resfriados, não sendo isolados na forma pura. No entanto, eles podem ser obtidos em certos solventes e na forma de alguns complexos do tipo [TeX
4]2–
, que têm estruturas quadrado-planares.
No estado +6, apenas o hexafluoreto de telúrio, TeF
6
, é conhecido. Este composto é um gás incolor altamente tóxico e corrosivo, com um odor extremamente desagradável. Alguns complexos e compostos derivados são também conhecidos, como o ânion octafluorotelurato, [TeF
8]2–
 e o ácido pentafluorotelúrico ou ácido téflico, HOTeF
5
. Um composto O(TeF
5)
2
 também é conhecido.
Alguns sub-haletos de telúrio em estados de valência inferiores também são conhecidos, os quais incluem Te
3Cl
2, Te
2Cl
2, Te
2Br
2, Te
2I
 e duas formas de TeI.

### Cátions poliatômicos (íons de Zintl)

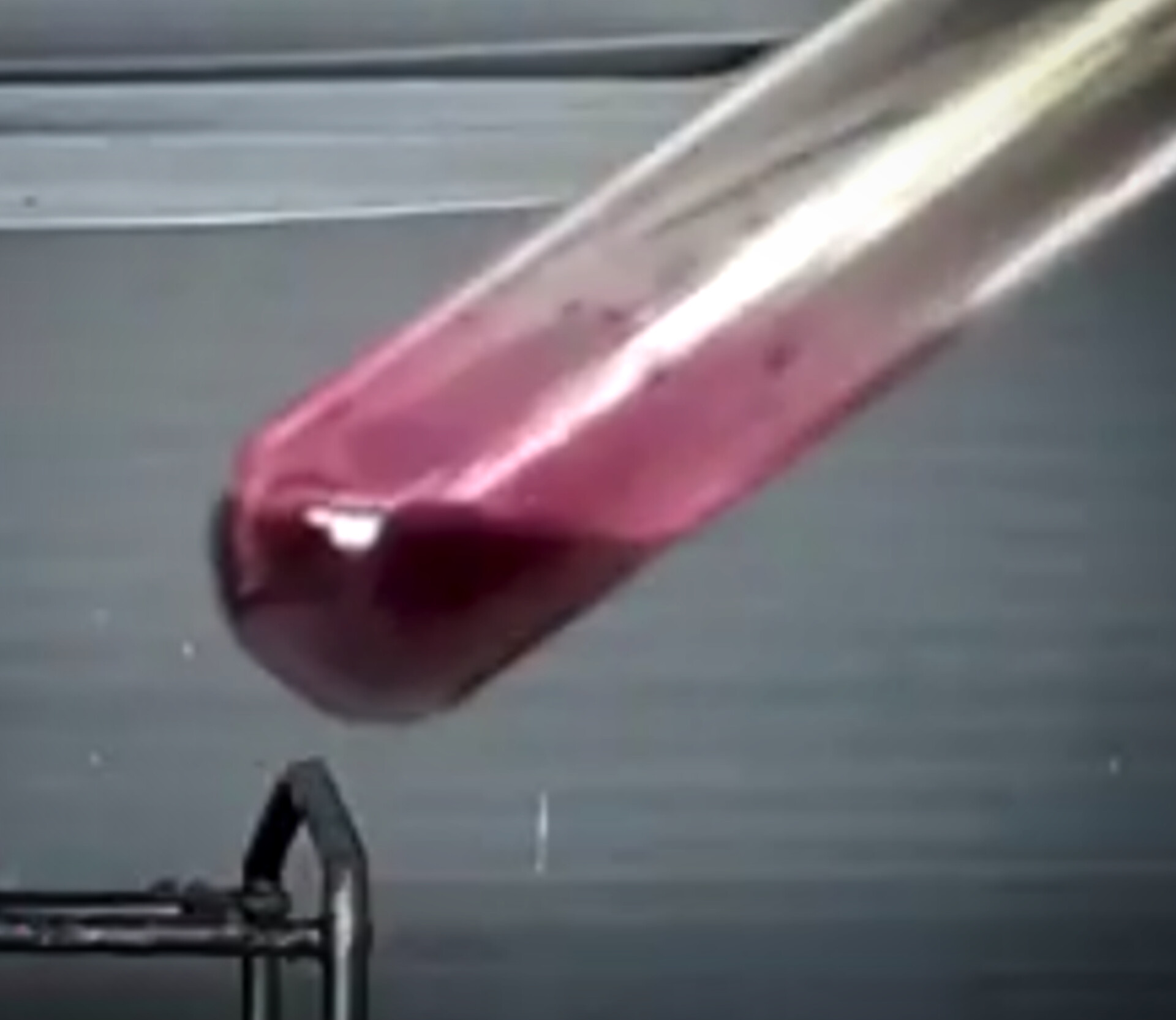
Telúrio dissolvido em ácido sulfúrico concentrado. A solução de cor vermelho-púrpura contém o cátion poliatômico Te_{4}^{2+}.

O telúrio elementar, bem como alguns teluretos, têm a notável propriedade de se dissolver em ácido sulfúrico concentrado levemente aquecido dando uma solução de cor vermelho-purpúrea profunda peculiar. Esta solução contém o cátion poliatômico tetratelúrio (2+), Te2+
4
. Diferente da maioria dos metais, que se dissolvem no ácido para gerar cátions simples, ou dos não-metais que geralmente não reagem, o telúrio reage formando esse cátion poliatômico Te2+
4
. Esta reação é única e característica do telúrio; nenhum outro elemento dá uma reação semelhante a temperaturas ordinárias (embora o selênio também se dissolva para formar cátions poliatômicos - de cor verde - mas somente no ácido sulfúrico concentrado a temperaturas elevadas ou em ácido sulfúrico fumegante, contendo SO
3
 dissolvido).
4Te + 5H
2SO
4  →  Te2+
4 + 2H
3O+ + 4HSO–
4 + SO
2

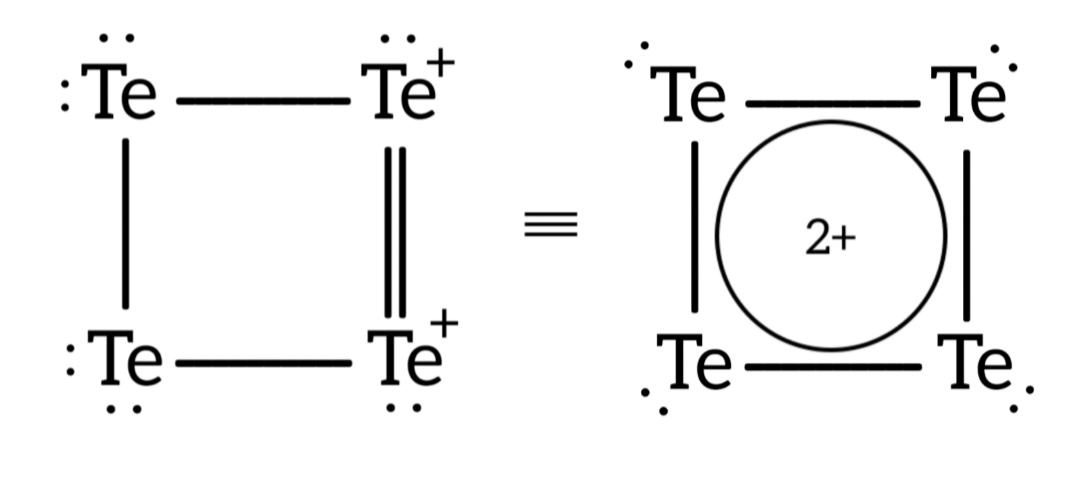
Estrutura do íon Te_{4}^{2±}.

Outros cátions poliatômicos de telúrio também podem ser formados em condições específicas. Por exemplo, o íon hexatelúrio (4+), Te4+
6
 alaranjado e de estrutura trigonal prismática, pode ser formado quando Te elementar reage com pentafluoreto de arsênio em dióxido de enxofre líquido:
6Te + 6AsF
5  →  Te4+
6 + 4AsF–
6 + 2AsF
3

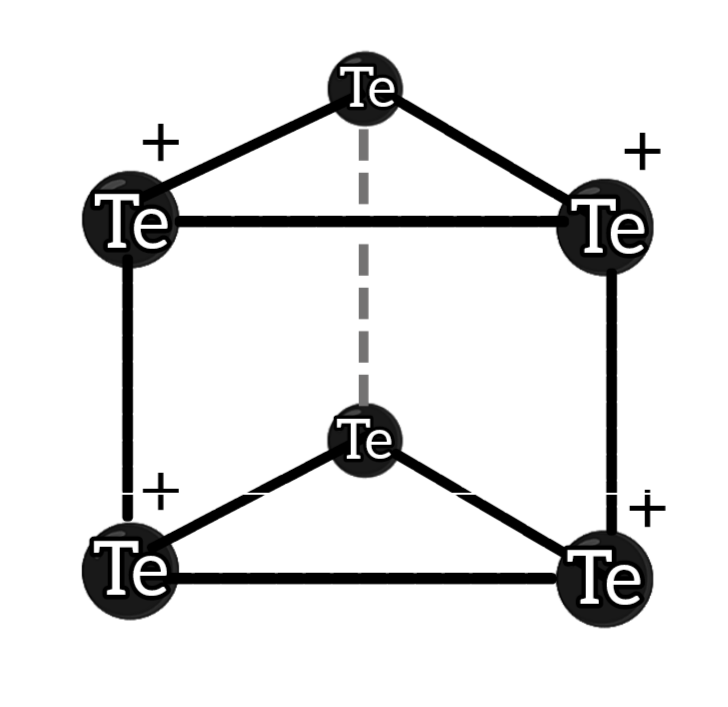
Estrutura do íon Te_{6}^{4+}.

Outro cátion poliatômico é o íon bicíclico e de cor azul escura profunda Te2+
8
, formado por dois anéis pentagonais de átomos de telúrio unidos por uma aresta. Esse cátion se forma pela reação do telúrio elementar com o hexacloreto de tungstênio.

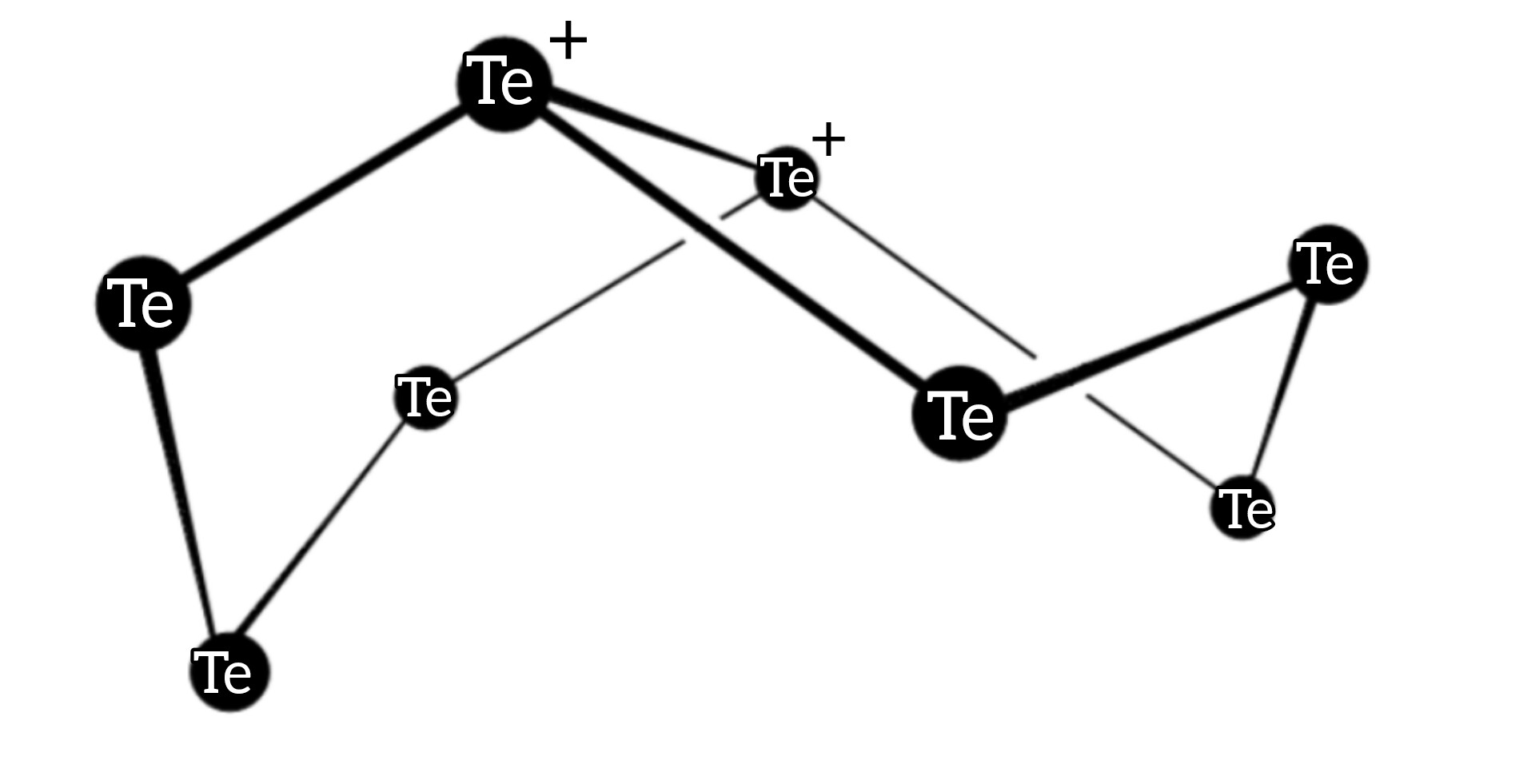
Estrutura do íon Te_{8}^{2+}.

8Te + 2WCl
6  →  Te2+
8 + 2WCl–
6

## Isótopos
Existem 30 isótopos conhecidos de telúrio com massas atómicas que variam de 108 a 137 u. São oito os isótopos naturais estáveis deste elemento (tabela a direita). Os principais isótopos instáveis, com suas meias-vidas são: Te-116 (2,49 horas), Te-117 (1,03 horas), Te-118 (6,00 dias), Te-119 (16,0 horas), Te-121 (16,8 dias), Te-127 (9,4 horas) e o Te-129 (33,6 dias). Aqueles com massa até 121 o modo de decaimento é a captura eletrônica produzindo isótopos de Sb e aqueles acima de 121 com emissão beta produzindo isótopos de I (iodo).

## Precauções

### Odor extremamente desagradável

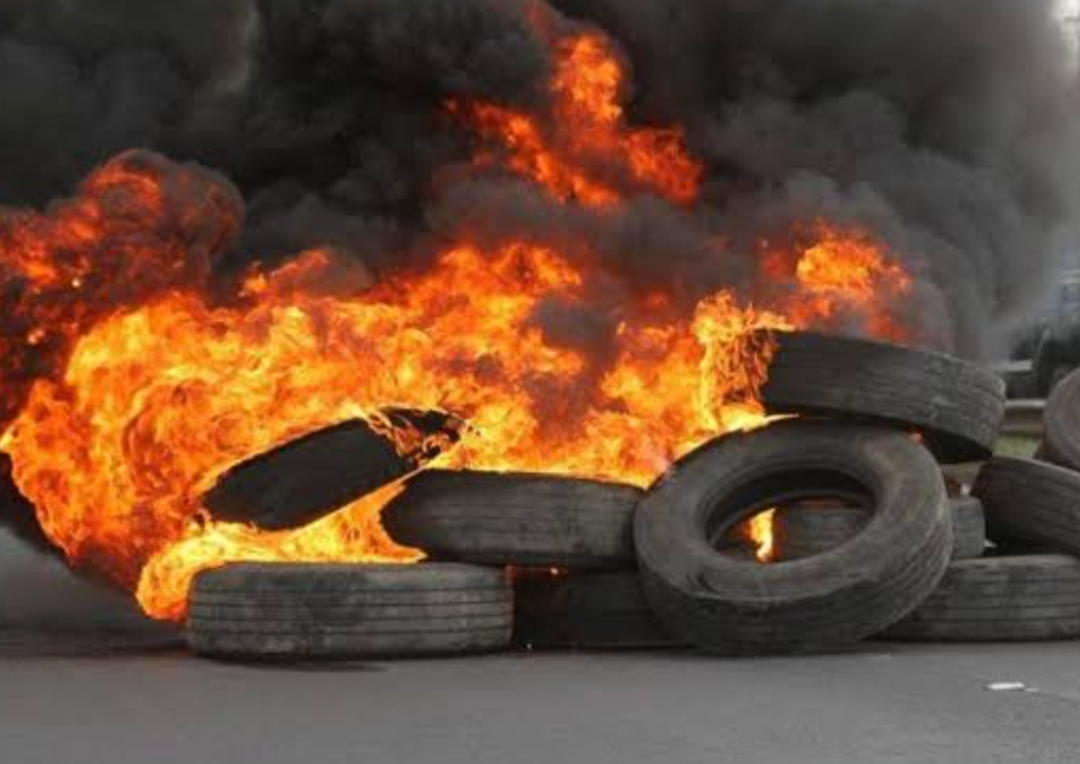
Uma parte significativa do odor desagradável emitido pelos pneus queimados se deve à presença de certos compostos de telúrio adicionados em pequenas quantidades à borracha como catalisadores no processo de vulcanização.

O telúrio é conhecido por formar compostos de odor fétido extremamente desagradável, e de conferir esse odor repulsivo às pessoas que o manipulam sem os cuidados adequados. O odor dos compostos de telúrio lembra alho podre, repolho podre, ovo podre, rabanete ou borracha queimada, às vezes com uma nota metálica ou de produto químico, e é bastante persistente, tendendo a impregnar em superfícies, roupas, pele e suor. Esse odor desagradável pode ser percebido mesmo em concentrações muito baixas.

### Toxidez
O telúrio e seus compostos devem ser considerados tóxicos e, portanto, devem ser manuseados com cuidado. Seres humanos expostos a atmosfera com 0,01 mg/m³ ou menos com telúrio adquirem um hálito desagradável e secura na boca. Intoxicações mais elevadas causam dores de cabeça, vertigem e sonolência. O telúrio é um potencial teratógeno.